# Anthidium crassidens
Anthidium crassidens är en biart som beskrevs av Cameron 1905. Anthidium crassidens ingår i släktet ullbin, och familjen buksamlarbin. Inga underarter finns listade i Catalogue of Life.